# Гійом Бігурдан
Гійом Бігурдан (фр. Guillaume Bigourdan; 6 квітня 1851 — 28 лютого 1932) — французький астроном, історик науки та метеоролог.

## Біографія
Гійом Бігурдан народився 6 квітня 1851 року в Сістелі, департамент Тарн і Гаронна, був старшим сином у селянській родині, де було троє дітей. Батьки доклали чимало зусиль, щоб дати Гійому освіту. Він отримав ступінь бакалавра в 1870 році й ступеня з фізики та математики в 1874 й в 1876 відповідно.
З 1877 року працював у Тулузькій обсерваторії асистентом Фелікса Тіссерана, а з 1879 — в Паризькій обсерваторії. Здійснив ряд поїздок, зокрема на Мартиніку для спостереження проходження Венери в 1882 році, і в 1883 — в Санкт-Петербург. 1885 року одружився з Софі, дочкою адмірала Амедея Муші, директора Паризької обсерваторії. У шлюбі у Гійома і Софі народилося дев'ять дітей.
У 1886 Бігурдан захистив докторську дисертацію «Про рівняння у вимірах подвійних зірок». Займався меридіанними спостереженнями подвійних зір, астероїдів, комет, туманностей. Склав каталог положень 6380 туманностей. Ряд його робіт присвячені дослідженню єгипетського і вавилонського календарів. 1903 року став членом Бюро довгот і академіком Академії наук Франції. 5-томна праця Бігурдана за описом туманностей, завершена 1911 року, принесла йому міжнародну популярність. В 1919 був удостоєний золотої медалі Королівського астрономічного товариств, а в 1883 і 1891 роках — премії Лаланда. Офіцер ордена Почесного легіону.
Бігурдан був призначений директором міжнародного бюро часу 1920 року, а 1924 року став президентом Академії наук та Інституту Франції. Вийшов на пенсію 1926 року.
Помер 28 лютого 1932 року в Парижі, похований на кладовищі Монпарнас в сімейному склепі з дружиною Софі.